# Panji (Longkib)
Panji is een bestuurslaag in het regentschap Subulussalam van de provincie Atjeh, Indonesië. Panji telt 472 inwoners (volkstelling 2010).